# Abraxas (álbum)
Abraxas es el segundo álbum de estudio de la banda de rock estadounidense Santana, publicado por Columbia Records el 23 de septiembre de 1970. Contiene la canción Black Magic Woman y Samba pa ti, 2 de los temas más populares del grupo.
Santana consiguió, en su segundo álbum, «un disco que iba más allá del rock, y en el que su corazón latino bombeaba sangre hasta las extremidades del jazz y la salsa». La revista Rolling Stone llegó a decir que «Santana hacía por la música latina lo que Chuck Berry había hecho por el blues». El álbum vendió más de un millón de copias, y llegó al n.º 1 del Billboard 200, en EE. UU.
El disco se editó con una espectacular portada doble, que reproducía el cuadro Anunciación (1961), de Mati Klarwein, que muestra la escena de la anunciación del ángel Gabriel a María, pero modificado de manera que representa a dos mujeres desnudas.
En el 2020 el álbum fue ubicado en el puesto 334 de la lista de los 500 mejores álbumes de todos los tiempos, por la revista Rolling Stone.

## Contenido

### Portada
El arte del disco fue diseñado por el pintor alemán residenciado en Mallorca, Mati Klarwein. La idea de contactar al artista para que diseñara la portada del álbum le vino a Carlos Santana, luego de ver la obra La Anunciación, de Klarwein, en una revista especializada. El cuadro, expuesto por primera vez en 1962, representaba la escena de la Anunciación del Ángel Gabriel a María.
A pesar del interés de Santana por entablar una negociación con Klarwein, éste estaba en Tánger con Timothy Leary, en los Marruecos españoles. Descartada la idea de hablar con el pintor, el mánager de la banda logró obtener los permisos necesarios y se despachó a la fotógrafa Marian Schmidt para que capturara la pintura en su cámara. La foto que se obtuvo se convirtió en la portada del álbum.
En la portada se aprecia la mitad derecha del cuadro de Klarweinː Aparece una mujer negra desnuda, con su pezón derecho al descubierto y el izquierdo cubierto por su mano izquierda. La mujer tiene cabello largo y está sentada entre símbolos que representan la fecundidad, de acuerdo con el autor. Una paloma blanca cubre su zona íntima, pero en el cuadro original alcanzaba a verse un poco de vello púbico. Klarewein afirmó que la mujer era la representación de María, y la paloma el Espíritu Santo. A su lado derecho, en el borde derecho de la composición se ve a un elefante con la cabeza decorada al estilo hindú.
En la parte izquierda, aparece otra mujer desnuda; su color de piel es carmesí y está tatuada; lleva entre sus piernas una conga, detalle que afirma Carlos Santana, fue el que lo motivó a escoger la obra para ser portada del álbum. La mujer está alada, por lo que representa al Ángel Gabriel llevando el mensaje de la fecundación a María (la mujer negra).

## Lista de canciones
Los temas incluidos en el disco fueron los siguientes:
- A1. «Singing Winds, Cryin' Beasts» (Carabello) 4:48
- A2. «Black Magic Woman/Gypsy queen» (Peter Green/Gabor Szabo) 5:24
- A3. «Oye Cómo Va» (Tito Puente) 4:19
- A4. «Incident at Neshabur» (Gianquinto/Santana) 5:02
- B1. «Se Acabó» (Areas) 2:51
- B2. «Mother's Daughter» (Rolie) 4:28
- B3. «Samba pa' Ti» (Santana) 4:47
- B4. «Hope You're Feeling Better» (Rolie) 4:07
- B5. «El Nicoya» (Areas) 1:32

Algunos de estos temas han permanecido en el tiempo como los más famosos de la banda, en especial las dos versiones de temas del músico de jazz, Gábor Szabó, y de Tito Puente.

## Versiones
Del álbum se han editado 33 versiones en todo el mundo.
| Versiones |                                                      |                            |                        |                |      |
| Título    | Formato                                              | Discográfica               | Nº catálogo            | País           | Año  |
| Abraxas   | (LP)                                                 | Columbia                   | KC 30130               | Estados Unidos | 1970 |
| Abraxas   | (8 canciones, álbum)                                 | Columbia                   | CA 30130               | Estados Unidos | 1970 |
| Abraxas   | (LP)                                                 | Columbia                   | PC 30130               | Canadá         | 1970 |
| Abraxas   | (LP)                                                 | CBS                        | SBP 233883             | Australia      | 1970 |
| Abraxas   | (LP, álbum)                                          | CBS                        | S 64087                | Reino Unido    | 1970 |
| Abraxas   | LP, álbum)                                           | CBS                        | CS-10028               | Venezuela      | 1970 |
| Abraxas   | (LP, álbum)                                          | CBS/Sony                   | SOPC 57102             | Japón          | 1970 |
| Abraxas   | (LP, álbum)                                          | CBS                        | S 64087                | Alemania       | 1970 |
| Abraxas   | (LP, álbum)                                          | CBS                        | S 64087                | Países Bajos   | 1970 |
| Abraxas   | (LP, álbum)                                          | CBS                        | S 64087                | Italia         | 1970 |
| Abraxas   | (LP, álbum)                                          | Columbia                   | CQ 30130               |                | 1970 |
| Abraxas   | (Album)                                              | Columbia                   | CR 30130               | Estados Unidos | 1970 |
| Abraxas   | (LP, álbum, reedición)                               | CBS                        | CBS 32032              | España         | 1982 |
| Abraxas   | (CD, álbum)                                          | Columbia                   | WCK-30130              | Canadá         | 1990 |
| Abraxas   | (CD)                                                 | CBS                        | CDCBS 32032            | Países Bajos   | 1991 |
| Abraxas   | (CD, álbum)                                          | CBS                        | CDCBS 32032            | Europa         | 1991 |
| Abraxas   | (CD, álbum, RP, 24K)                                 | Mobile Fidelity Sound Lab  | UDCD 552               | Estados Unidos | 1991 |
| Abraxas   | (CD)                                                 | Legacy                     | CK 65490               | Estados Unidos | 1998 |
| Abraxas   | (CD, álbum, remasterizado)                           | Columbia, Columbia, Legacy | COL 489543 2, 489543 2 | Europa         | 1998 |
| Abraxas   | (CD, álbum, remasterizado, edición limitada)         | Columbia                   | 489543 9               | Europa         | 2000 |
| Abraxas   | (CD, álbum, remasterizado, multicanal, DTS)          | High Definition Surround   | 71021-54434-2-3        | Estados Unidos | 2000 |
| Abraxas   | (CD, álbum, remasterizado, DTS)                      | DTS Entertainment          | 71021-54434-2-3        | Estados Unidos | 2001 |
| Abraxas   | (SACD, álbum)                                        | Columbia                   | COL 489543 6           | Europa         | 2001 |
| Abraxas   | (CD, álbum, edición limitada, remasterizado, vinilo) | Mobile Fidelity Sound Lab  | UDCD 775               | Estados Unidos | 2008 |
| Abraxas   | (LP, remasterizado)                                  | Mobile Fidelity Sound Lab  | MFSL 1-305             | Estados Unidos | 2008 |
| Abraxas   | (LP, álbum, remasterizado)                           | Columbia                   | LP 5264                | Estados Unidos | 2009 |
| Abraxas   | (CD, álbum)                                          | CBS                        | CDCBS 64087            | Europa         |      |
| Abraxas   | (LP)                                                 | Columbia                   | KC 30130               | Canadá         |      |
| Abraxas   | (LP, álbum)                                          | CBS Records New Zealand    | SBP 473829             | Nueva Zelanda  |      |
| Abraxas   | (LP, álbum, remasterizado)                           | CBS                        | CBS 32032              | Reino Unido    |      |
| Abraxas   | (LP, álbum, remasterizado)                           | CBS                        | CBS 32032              | Grecia         |      |
| Abraxas   | (LP, álbum, remasterizado)                           | CBS                        | CBS 32032              | Países Bajos   |      |
| Abraxas   | (LP, álbum, remasterizado)                           | Columbia                   | PC 30130               | Estados Unidos |      |

## Músicos
Los músicos de la 1ª edición del álbum editado en 1970 por la discográfica Columbia, en formato LP de vinilo.
- David Brown: bajo.
- Michael Shrieve: batería.
- Carlos Santana: guitarra, coros.
- Gregg Rolie: teclados, voz.
- Rico Reyes: percusión, voz (pistas: A3, B5).
- Mike Carabello: percusión, congas.
- José "Chepito" Areas: percusión, congas, timbales.
- Alberto Gianquinto: piano (pista: A4).

## Créditos
Los créditos de la 1ª edición del álbum editado en 1970 por la discográfica Columbia, en formato LP de vinilo
- David Brown (5), John Fiore: ingenieros de sonido
- Carlos Santana: arreglos (pistas: A1 a la A4, B2, B4).
- Carlos Santana, Fred Catero: productores
- Wally Heider Recording Studio (San Francisco): estudio de grabación.